# 76 î.Hr.

## Decese
- dată necunoscută: Alexandru Ianai  (n. 127 î.Hr.)